# Chikatetsu-Akatsuka (metropolitana di Tokyo)
Chikatetsu-Akatsuka (地下鉄赤塚駅?, Chikatetsu-Akatsuka-eki) è una stazione della metropolitana di Tokyo, si trova a Nerima. La stazione è servita da due linee della Tokyo Metro.

## Struttura
La stazione è dotata di una piattaforma a isola con due binari sotterranei serventi entrambe le linee.
| 1 | Linea Yūrakuchō  | Per Kotake-mukaihara, Ikebukuro, Yūrakuchō e Shin-Kiba                                              |
| 1 | Linea Fukutoshin | Per Kotake-mukaihara, Ikebukuro, Shinjuku-sanchōme, Shibuya e, via linea Tōkyū Tōyoko, per Yokohama |
| 2 | Linea Yūrakuchō  | per Wakōshi, Shiki, Kawagoeshi e Shinrinkōen                                                        |
| 2 | Linea Fukutoshin | per Wakōshi, Shiki, Kawagoeshi e Shinrinkōen                                                        |

## Stazioni adiacenti
| «                   | Servizio           | »                   |
| Linea Yūrakuchō     | Linea Yūrakuchō    | Linea Yūrakuchō     |
| ------------------- | ------------------ | ------------------- |
| Chikatetsu-Narimasu | Locale             | Heiwadai            |
| Linea Fukutoshin    |                    |                     |
| Chikatetsu-Narimasu | Espresso pendolari | Heiwadai            |
| Wakōshi             | Locale             | Chikatetsu-Akatsuka |